# Évolution des relations diplomatiques du Saint-Siège en 2000
Représentation actuelle du Saint-Siège
- 1996
- 1997
- 1998
- 1999
- 2000
- 2001
- 2002
- 2003
- 2004

Représentations : près le Saint-Siège, pour le Saint-Siège
Cette liste présente les évolutions des relations pour et près le Saint-Siège en 2000.

## Évolution des relations près le Saint-Siège
| Date | Pays | Nom |
| ---- | ---- | --- |

## Évolution des relations pour le Saint-Siège
| Date            | Pays             | Titre               | Nom                       | Nationalité |
| --------------- | ---------------- | ------------------- | ------------------------- | ----------- |
| 29 janvier 2000 | Russie           | Nonce apostolique   | Giorgio Zur               | Allemagne   |
| 1er mars 2000   | Andorre (en)     | Nonce apostolique   | Manuel Monteiro de Castro | Portugal    |
| 1er mars 2000   | Espagne          | Nonce apostolique   | Manuel Monteiro de Castro | Portugal    |
| 4 mars 2000     | Argentine (en)   | Nonce apostolique   | Santos Abril y Castelló   | Espagne     |
| 27 mars 2000    | Venezuela (en)   | Nonce apostolique   | André Dupuy               | France      |
| 26 avril 2000   | Yougoslavie (en) | Nonce apostolique   | Eugenio Sbarbaro          | Italie      |
| 24 mai 2000     | Afrique du Sud   | Nonce apostolique   | Blasco Francisco Collaço  | Inde        |
| 24 mai 2000     | Botswana         | Délégué apostolique | Blasco Francisco Collaço  | Inde        |
| 24 mai 2000     | Namibie (en)     | Nonce apostolique   | Blasco Francisco Collaço  | Inde        |

## Composition du corps diplomatique du Saint-Siège au 31 décembre 2000
| Pays                                  | Représentation        | Représentant                        | Date de nomination |
| ------------------------------------- | --------------------- | ----------------------------------- | ------------------ |
| Afrique du Sud                        | Nonce apostolique     | Blasco Francisco Collaço            | 24 mai 2000        |
| Albanie (en)                          | Nonce apostolique     | John Bulaitis                       | 25 mars 1997       |
| Algérie                               | Nonce apostolique     | Augustine Kasujja                   | 26 mai 1998        |
| Allemagne                             | Nonce apostolique     | Giovanni Lajolo                     | 7 décembre 1995    |
| Andorre (en)                          | Nonce apostolique     | Manuel Monteiro de Castro           | 1er mars 2000      |
| Angola (en)                           | Nonce apostolique     | Aldo Cavalli                        | 2 juillet 1996     |
| Antigua-et-Barbuda (en)               | Nonce apostolique     | vacant                              | 26 avril 2000      |
| Antilles                              | Délégué apostolique   | Emil Paul Tscherrig                 | 8 juillet 2000     |
| Argentine (en)                        | Nonce apostolique     | Santos Abril y Castelló             | 4 mars 2000        |
| Arménie (en)                          | Nonce apostolique     | Peter Stephan Zurbriggen            | 13 juin 1998       |
| Australie (en)                        | Nonce apostolique     | Francesco Canalini                  | 5 décembre 1998    |
| Autriche (en)                         | Nonce apostolique     | Donato Squicciarini                 | 1er juillet 1989   |
| Azerbaïdjan (en)                      | Nonce apostolique     | Peter Stephan Zurbriggen            | 13 juin 1998       |
| Bahamas (en)                          | Nonce apostolique     | Emil Paul Tscherrig                 | 8 juillet 2000     |
| Bangladesh (en)                       | Nonce apostolique     | Edward Joseph Adams                 | 24 août 1996       |
| Barbade (en)                          | Nonce apostolique     | vacant                              | 26 avril 2000      |
| Belgique (en)                         | Nonce apostolique     | Pier Luigi Celata                   | 3 mars 1999        |
| Belize (en)                           | Nonce apostolique     | Giacinto Berloco                    | 5 mai 1998         |
| Bénin                                 | Nonce apostolique     | vacant                              | 27 novembre 1999   |
| Biélorussie (en)                      | Nonce apostolique     | Dominik Hrušovský                   | 13 avril 1996      |
| Birmanie (en)                         | Délégué apostolique   | Adriano Bernardini                  | 24 juillet 1999    |
| Bolivie (en)                          | Nonce apostolique     | Józef Wesołowski                    | 3 novembre 1999    |
| Bosnie-Herzégovine (en)               | Nonce apostolique     | Giuseppe Leanza                     | 29 avril 1999      |
| Botswana                              | Délégué apostolique   | Blasco Francisco Collaço            | 24 mai 2000        |
| Brésil (en)                           | Nonce apostolique     | Alfio Rapisarda                     | 2 juin 1992        |
| Brunei (en)                           | Nonce apostolique     | Adriano Bernardini                  | 24 juillet 1999    |
| Bulgarie (en)                         | Nonce apostolique     | Antonio Mennini                     | 8 juillet 2000     |
| Burkina Faso (en)                     | Nonce apostolique     | Mario Zenari                        | 12 juillet 1999    |
| Burundi                               | Nonce apostolique     | Michael Courtney                    | 18 août 2000       |
| Cambodge (en)                         | Nonce apostolique     | Adriano Bernardini                  | 24 juillet 1999    |
| Cameroun                              | Nonce apostolique     | Félix del Blanco Prieto             | 5 mai 1996         |
| Canada                                | Nonce apostolique     | Paolo Romeo                         | 5 février 1999     |
| Cap-Vert                              | Nonce apostolique     | Jean-Paul Gobel                     | 6 décembre 1997    |
| République centrafricaine             | Nonce apostolique     | Joseph Chennoth                     | 24 août 1999       |
| Chili (en)                            | Nonce apostolique     | Luigi Ventura                       | 25 mars 1999       |
| Chine (en)                            | fonction supprimée    | vacant                              | 25 mars 1979       |
| Colombie (en)                         | Nonce apostolique     | Beniamino Stella                    | 11 février 1999    |
| Comores (en)                          | Délégué apostolique   | Bruno Musarò                        | 25 septembre 1999  |
| Congo                                 | Nonce apostolique     | Mario Roberto Cassari               | 3 août 1999        |
| République démocratique du Congo (en) | Nonce apostolique     | Francisco-Javier Lozano Sebastián   | 20 mars 1999       |
| Corée du Sud (en)                     | Nonce apostolique     | Giovanni Battista Morandini         | 23 avril 1997      |
| Costa Rica (en)                       | Nonce apostolique     | Antonio Sozzo                       | 23 mai 1998        |
| Côte d'Ivoire                         | Nonce apostolique     | Mario Zenari                        | 12 juillet 1999    |
| Croatie (en)                          | Nonce apostolique     | Giulio Einaudi                      | 29 février 1992    |
| Cuba (en)                             | Nonce apostolique     | Luis Robles Díaz                    | 6 mars 1999        |
| Chypre (en)                           | Nonce apostolique     | Pietro Sambi                        | 6 juin 1998        |
| Danemark (en)                         | Nonce apostolique     | Piero Biggio                        | 27 février 1999    |
| Djibouti                              | Nonce apostolique     | Silvano Tomasi                      | 23 décembre 2000   |
| République dominicaine (en)           | Nonce apostolique     | François Bacqué                     | 7 juin 1994        |
| Dominique (en)                        | Nonce apostolique     | Emil Paul Tscherrig                 | 8 juillet 2000     |
| Équateur (en)                         | Nonce apostolique     | Alain Lebeaupin                     | 7 décembre 1998    |
| Égypte                                | Nonce apostolique     | Paolo Giglio                        | 25 mars 1995       |
| Érythrée (en)                         | Nonce apostolique     | Silvano Tomasi                      | 27 juin 1996       |
| Espagne                               | Nonce apostolique     | Manuel Monteiro de Castro           | 1er mars 2000      |
| Estonie (en)                          | Nonce apostolique     | Erwin Josef Ender                   | 9 juillet 1997     |
| Éthiopie (en)                         | Nonce apostolique     | Silvano Tomasi                      | 27 juin 1996       |
| États-Unis                            | Nonce apostolique     | Gabriel Montalvo Higuera            | 7 décembre 1998    |
| Fidji (en)                            | Nonce apostolique     | Patrick Coveney                     | 15 octobre 1996    |
| Finlande (en)                         | Nonce apostolique     | Piero Biggio                        | 27 février 1999    |
| France                                | Nonce apostolique     | Fortunato Baldelli                  | 19 juin 1999       |
| Gabon (en)                            | Nonce apostolique     | Mario Roberto Cassari               | 3 août 1999        |
| Gambie                                | Nonce apostolique     | Alberto Bottari de Castello         | 18 décembre 1999   |
| Géorgie (en)                          | Nonce apostolique     | Peter Stephan Zurbriggen            | 13 juin 1998       |
| Ghana (en)                            | Nonce apostolique     | George Kocherry                     | 10 juin 2000       |
| Grande-Bretagne                       | Nonce apostolique     | Pablo Puente                        | 31 juillet 1997    |
| Grèce (en)                            | Nonce apostolique     | Paul Fouad Tabet                    | 2 janvier 1996     |
| Grenade (en)                          | Nonce apostolique     | Emil Paul Tscherrig                 | 8 juillet 2000     |
| Guatemala (en)                        | Nonce apostolique     | Ramiro Moliner Inglés               | 10 mai 1997        |
| Guinée (en)                           | Nonce apostolique     | Alberto Bottari de Castello         | 18 décembre 1999   |
| Guinée-Bissau (en)                    | Nonce apostolique     | Jean-Paul Gobel                     | 6 décembre 1997    |
| Guinée équatoriale (en)               | Nonce apostolique     | Félix del Blanco Prieto             | 28 juin 1996       |
| Guyana (en)                           | Nonce apostolique     | Emil Paul Tscherrig                 | 8 juillet 2000     |
| Haïti                                 | Nonce apostolique     | Luigi Bonazzi                       | 19 juin 1999       |
| Honduras (en)                         | Nonce apostolique     | George Panikulam                    | 4 décembre 1999    |
| Hongrie                               | Nonce apostolique     | Karl-Josef Rauber                   | 25 avril 1997      |
| Inde (en)                             | Nonce apostolique     | Lorenzo Baldisseri                  | 19 juin 1999       |
| Indonésie (en)                        | Nonce apostolique     | Renzo Fratini                       | 8 août 1998        |
| Iran (en)                             | Nonce apostolique     | Angelo Mottola                      | 16 juillet 1999    |
| Irak (en)                             | Nonce apostolique     | vacant                              | 11 novembre 2000   |
| Irlande (en)                          | Nonce apostolique     | Giuseppe Lazzarotto                 | 11 novembre 2000   |
| Islande (en)                          | Nonce apostolique     | Piero Biggio                        | 27 février 1999    |
| Israël (en)                           | Nonce apostolique     | Pietro Sambi                        | 6 juin 1998        |
| Italie (en)                           | Nonce apostolique     | Andrea Cordero Lanza di Montezemolo | 7 mars 1998        |
| Jamaïque (en)                         | Nonce apostolique     | Emil Paul Tscherrig                 | 8 juillet 2000     |
| Japon (en)                            | Nonce apostolique     | Ambrose De Paoli                    | 11 novembre 1997   |
| Jérusalem et Palestine (en)           | Délégué apostolique   | Pietro Sambi                        | 6 juin 1998        |
| Jordanie (en)                         | Nonce apostolique     | vacant                              | 11 novembre 2000   |
| Kazakhstan (en)                       | Nonce apostolique     | Marian Oleś                         | 9 avril 1994       |
| Kenya (en)                            | Nonce apostolique     | Giovanni Tonucci                    | 9 mars 1996        |
| Kiribati (en)                         | Nonce apostolique     | Patrick Coveney                     | 15 octobre 1996    |
| Koweït (en)                           | Nonce apostolique     | vacant                              | 13 décembre 1999   |
| Kirghizistan (en)                     | Nonce apostolique     | Marian Oleś                         | 9 avril 1994       |
| Laos (en)                             | Délégué apostolique   | Adriano Bernardini                  | 24 juillet 1999    |
| Lesotho (en)                          | Nonce apostolique     | Blasco Francisco Collaço            | 24 juin 2000       |
| Lettonie (en)                         | Nonce apostolique     | Erwin Josef Ender                   | 9 juillet 1997     |
| Liban (en)                            | Nonce apostolique     | Antonio Maria Vegliò                | 2 octobre 1997     |
| Liberia (en)                          | Nonce apostolique     | Alberto Bottari de Castello         | 18 décembre 1999   |
| Libye                                 | Nonce apostolique     | Luigi Gatti                         | 13 juin 1998       |
| Liechtenstein (en)                    | Nonce apostolique     | Pier Giacomo De Nicolò              | 21 janvier 1999    |
| Lituanie (en)                         | Nonce apostolique     | Erwin Josef Ender                   | 9 juillet 1997     |
| Luxembourg (en)                       | Nonce apostolique     | Pier Luigi Celata                   | 3 mars 1999        |
| Macédoine (en)                        | Nonce apostolique     | Edmond Farhat                       | 26 juillet 1995    |
| Madagascar (en)                       | Nonce apostolique     | Bruno Musarò                        | 25 septembre 1999  |
| Malawi (en)                           | Nonce apostolique     | Orlando Antonini                    | 24 juillet 1999    |
| Malaisie (en)                         | Nonce apostolique     | Adriano Bernardini                  | 24 juillet 1999    |
| Mali (en)                             | Nonce apostolique     | Jean-Paul Gobel                     | 6 décembre 1997    |
| Malte                                 | Nonce apostolique     | Luigi Gatti                         | 13 juin 1998       |
| Maroc (en)                            | Nonce apostolique     | Domenico De Luca (en)               | 22 mai 1993        |
| Îles Marshall (en)                    | Nonce apostolique     | Patrick Coveney                     | 27 avril 1996      |
| Mauritanie (en)                       | Délégué apostolique   | vacant                              | 2 octobre 1997     |
| Maurice (en)                          | Nonce apostolique     | Bruno Musarò                        | 25 septembre 1999  |
| Mexique (en)                          | Nonce apostolique     | Giuseppe Bertello                   | 27 décembre 2000   |
| Micronésie (en)                       | Nonce apostolique     | Patrick Coveney                     | 15 octobre 1996    |
| Moldavie (en)                         | Nonce apostolique     | Karl-Josef Rauber                   | 25 avril 1997      |
| Mongolie (en)                         | Nonce apostolique     | Giovanni Battista Morandini         | 23 avril 1997      |
| Mozambique (en)                       | Nonce apostolique     | Juliusz Janusz                      | 26 septembre 1998  |
| Namibie (en)                          | Nonce apostolique     | Blasco Francisco Collaço            | 24 mai 2000        |
| Nations unies - New York              | Observateur permanent | Renato Martino                      | 3 décembre 1986    |
| Nations unies - Genève                | Observateur permanent | vacant                              | 27 décembre 2000   |
| Nauru (en)                            | Nonce apostolique     | Patrick Coveney                     | 7 décembre 1996    |
| Népal (en)                            | Nonce apostolique     | Lorenzo Baldisseri                  | 23 juin 1999       |
| Nicaragua (en)                        | Nonce apostolique     | Luigi Travaglino                    | 2 mai 1995         |
| Niger (en)                            | Nonce apostolique     | Mario Zenari                        | 12 juillet 1999    |
| Nigeria (en)                          | Nonce apostolique     | Osvaldo Padilla                     | 22 août 1998       |
| Norvège (en)                          | Nonce apostolique     | Piero Biggio                        | 27 février 1999    |
| Nouvelle-Zélande (en)                 | Nonce apostolique     | Patrick Coveney                     | 27 avril 1996      |
| Ouganda (en)                          | Nonce apostolique     | Christophe Pierre                   | 10 mai 1999        |
| Ouzbékistan (en)                      | Nonce apostolique     | Marian Oleś                         | 9 avril 1994       |
| Pakistan (en)                         | Nonce apostolique     | Alessandro D'Errico                 | 14 novembre 1998   |
| Panama (en)                           | Nonce apostolique     | Giacomo Guido Ottonello             | 29 novembre 1999   |
| Papouasie-Nouvelle-Guinée (en)        | Nonce apostolique     | Hans Schwemmer (en)                 | 9 juillet 1997     |
| Paraguay (en)                         | Nonce apostolique     | Antonio Lucibello                   | 27 juillet 1999    |
| Pays-Bas (en)                         | Nonce apostolique     | Angelo Acerbi                       | 8 février 1997     |
| Pérou (en)                            | Nonce apostolique     | Rino Passigato                      | 17 juillet 1999    |
| Philippines (en)                      | Nonce apostolique     | Antonio Franco                      | 6 avril 1999       |
| Pologne                               | Nonce apostolique     | Józef Kowalczyk                     | 26 août 1989       |
| Porto Rico (en)                       | Délégué apostolique   | Emil Paul Tscherrig                 | 8 juillet 2000     |
| Portugal (en)                         | Nonce apostolique     | Edoardo Rovida                      | 15 mars 1993       |
| Roumanie                              | Nonce apostolique     | Jean-Claude Périsset                | 12 novembre 1998   |
| Russie                                | Nonce apostolique     | Giorgio Zur                         | 29 janvier 2000    |
| Rwanda                                | Nonce apostolique     | Salvatore Pennacchio                | 28 novembre 1998   |
| Saint-Christophe-et-Niévès (en)       | Nonce apostolique     | vacant                              | 26 avril 2000      |
| Sainte-Lucie (en)                     | Nonce apostolique     | Emil Paul Tscherrig                 | 8 juillet 2000     |
| Saint-Vincent-et-les-Grenadines (en)  | Nonce apostolique     | Emil Paul Tscherrig                 | 8 juillet 2000     |
| Salvador                              | Nonce apostolique     | Giacinto Berloco                    | 5 mai 1998         |
| Samoa (en)                            | Nonce apostolique     | Patrick Coveney                     | 27 avril 1996      |
| Saint-Marin (en)                      | Nonce apostolique     | Andrea Cordero Lanza di Montezemolo | 7 mars 1998        |
| Sao Tomé-et-Principe (en)             | Nonce apostolique     | Aldo Cavalli                        | 2 juillet 1996     |
| Sénégal                               | Nonce apostolique     | Jean-Paul Gobel                     | 6 décembre 1997    |
| Seychelles (en)                       | Nonce apostolique     | Bruno Musarò                        | 25 septembre 1999  |
| Sierra Leone (en)                     | Nonce apostolique     | Alberto Bottari de Castello         | 18 décembre 1999   |
| Singapour (en)                        | Nonce apostolique     | Adriano Bernardini                  | 24 juillet 1999    |
| Slovaquie (en)                        | Nonce apostolique     | Luigi Dossena                       | 2 mars 1994        |
| Slovénie                              | Nonce apostolique     | Edmond Farhat                       | 26 juillet 1995    |
| Îles Salomon (en)                     | Nonce apostolique     | Hans Schwemmer (en)                 | 9 juillet 1997     |
| Somalie (en)                          | Délégué apostolique   | Marco Dino Brogi                    | 13 décembre 1997   |
| Soudan (en)                           | Nonce apostolique     | Marco Dino Brogi                    | 13 décembre 1997   |
| Sri Lanka (en)                        | Nonce apostolique     | Thomas Yeh Sheng-nan                | 10 novembre 1998   |
| Suriname (en)                         | Nonce apostolique     | vacant                              | 26 avril 2000      |
| Swaziland (en)                        | Nonce apostolique     | Blasco Francisco Collaço            | 24 juin 2000       |
| Suède (en)                            | Nonce apostolique     | Piero Biggio                        | 27 février 1999    |
| Suisse                                | Nonce apostolique     | Pier Giacomo De Nicolò              | 21 janvier 1999    |
| Syrie (en)                            | Nonce apostolique     | Diego Causero                       | 31 mars 1999       |
| Tadjikistan (en)                      | Nonce apostolique     | Marian Oleś                         | 28 décembre 1994   |
| Tanzanie (en)                         | Nonce apostolique     | Luigi Pezzuto                       | 22 mai 1999        |
| Tchad (en)                            | Nonce apostolique     | Joseph Chennoth                     | 24 août 1999       |
| République tchèque                    | Nonce apostolique     | Giovanni Coppa                      | 1er janvier 1993   |
| Thaïlande (en)                        | Nonce apostolique     | Adriano Bernardini                  | 24 juillet 1999    |
| Togo                                  | Nonce apostolique     | George Kocherry                     | 10 juin 2000       |
| Tonga (en)                            | Nonce apostolique     | Patrick Coveney                     | 27 avril 1996      |
| Trinité-et-Tobago (en)                | Nonce apostolique     | Emil Paul Tscherrig                 | 8 juillet 2000     |
| Tunisie                               | Nonce apostolique     | Augustine Kasujja                   | 26 mai 1998        |
| Turquie (en)                          | Nonce apostolique     | Luigi Conti                         | 15 mai 1999        |
| Turkménistan (en)                     | Nonce apostolique     | Luigi Conti                         | 15 mai 1999        |
| Ukraine (en)                          | Nonce apostolique     | Nikola Eterović                     | 22 mai 1999        |
| Union européenne                      | Nonce apostolique     | Faustino Sainz Muñoz                | 21 janvier 1999    |
| Uruguay (en)                          | Nonce apostolique     | Janusz Bolonek                      | 11 novembre 1999   |
| Vanuatu (en)                          | Nonce apostolique     | Patrick Coveney                     | 15 octobre 1996    |
| Venezuela (en)                        | Nonce apostolique     | André Dupuy                         | 27 mars 2000       |
| Viêt Nam (en)                         | Délégué apostolique   | vacant                              | 19 septembre 1975  |
| Yougoslavie (en)                      | Nonce apostolique     | Eugenio Sbarbaro                    | 26 avril 2000      |
| Zambie                                | Nonce apostolique     | Orlando Antonini                    | 24 juillet 1999    |
| Zimbabwe (en)                         | Nonce apostolique     | Peter Paul Prabhu (en)              | 13 novembre 1993   |

### Sources
- Bulletins de la salle de presse du Saint-Siège
- Postes diplomatiques de la Curie